# Siegfried Fiedler
Siegfried Fiedler (* 10. Februar 1922 in Hirschberg; † 7. Dezember 1999) war ein deutscher Offizier, Militärschriftsteller und Heereskundler. Er war von 1974 bis 1979 Leiter des Wehrgeschichtlichen Museums (WGM) in Rastatt.

## Leben und Werk
Fiedler stammte aus Niederschlesien; er wurde im damaligen Hirschberg im Riesengebirge geboren. Nach dem Abitur 1940 trat er in die Artillerie-Ersatz-Abteilung 9 (mot.) der Wehrmacht in Wien ein und leistete als Berufssoldat Kriegsdienst. Ab 1941 wurde er in Russland in unterschiedlichen Funktionen verwendet; zweimal erlitt er Verwundungen. Zuletzt diente er im Dienstgrad eines Oberleutnants als Batteriechef im Panzerartillerieregiment der Panzerdivision „Großdeutschland“.
1956 trat er in die Bundeswehr ein. Ab 1961 war er für ca. zwölf Jahre Lehrstabsoffizier für Militär- und Kriegsgeschichte an der Heeresoffizierschule I in Hannover. Von 1974 bis 1979 war er Leiter des Wehrgeschichtlichen Museums in Rastatt. Dort setzte er eine Neugestaltung des Museums durch. 1979 wurde er pensioniert und intensivierte sodann seine militärschriftstellerische Tätigkeit.
Im Jahre 1974 wurde er überdies Mitglied der Deutschen Gesellschaft für Heereskunde. Von 1982 bis 1994 gehörte er in den Amtszeiten von Werner Hahlweg und Arnold Wirtgen dem Vorstand an. Fiedler veröffentlichte u. a. in der Zeitschrift für Heereskunde und in den Militärgeschichtlichen Mitteilungen. Auch war er am 1993 im Auftrag des Militärgeschichtlichen Forschungsamtes (MGFA) durch Karl-Volker Neugebauer herausgegebenen Textband Grundzüge der deutschen Militärgeschichte beteiligt.
Bereits sein Werk über den preußischen Heeresreformer Gerhard von Scharnhorst wurde in der Allgemeinen Schweizerischen Militärzeitschrift (ASMZ) positiv besprochen.
Für Friedhelm Klein handelt es sich beim bisweilen unpraktikabel gegliederten, konzeptionell zu eng gefassten und stark preußenbetonten Grundriss der Militär- und Kriegsgeschichte um einen „eher populärwissenschaftlichen“ Dreibänder für (angehende) Offiziere eines durchaus Sachkundigen, was man insbesondere an der Illustration erkenne. Das Werk mag für den Einstieg geeignet sein, allerdings stehe es im Vergleich zum 1981 fertiggestellten MGFA-Handbuch zurück. Eine frühere Buchbesprechung des ersten Bandes durch Walter Schaufelberger in der ASMZ kam zu dem Schluss, dass hier „nicht unkomplizierte[r] Stoff in durchaus ansprechender Form“ vermittelt werde. Das Werk zeichne sich durch „Übersichtlichkeit und methodische[] Ordnung“ aus.
1981 legte er gemeinsam mit Alfred Gay eine Arbeit zu einem bisher wenig ergründeten Thema der preußischen Militärgeschichte vor. Sein Teil zu den Grenadieren Friedrichs des Großen sei überaus detailliert.
Fiedler verfasste gemeinsam mit Georg Ortenburg die anerkennenswerte heereskundlich ausgerichtete Reihe Heerwesen der Neuzeit, zu der er den zweiten Band beisteuerte. Wie auch bei den anderen Arbeiten handle es sich beim  Zeitalter der Landsknechte (Abt. 1) um eine gute Überblicksdarstellung mit weiterführenden Illustrationen. Wenngleich Roland Beck die Strukturierung und Textunterteilung bemängelt, hält er die Studie – die sich im Schweizkapitel auf Walter Schaufelberger stützt – dennoch für „einen kurzen und bündigen Abriss der mittelalterlichen Militärgeschichte“. Bernhard Sicken zählt die Arbeit  über die Periode der Kabinettskriege (Abt. 2) zur „tradierte[n] Militärhistographie“. Auch Martin Rink hält eine spätere Ausgabe für einen „[t]raditionelle[n] Überblick zu Kriegen und Kriegführung“. Die Bände Taktik und Strategie der Landsknechte 1500–1650 und Taktik und Strategie der Kabinettskriege 1650–1792 der Lizenzausgabe von 2002 gelten Robert Riemer als überaus detailliert. Das Werk zu den Revolutionskriegen (Abt. 3) wurde in einer Rezension der Politischen Vierteljahresschrift als „grundsolide militärgeschichtliche Darstellung“ beurteilt. Karl-Volker Neugebauer zählt das Heerwesen der Neuzeit zur „Standardliteratur“ für die Epochenabschnitte.
Fiedler, der ein anerkannter Heereskundler war, korrespondierte mit dem Preußenforscher Hans Bleckwenn.

## Auszeichnungen
- Eisernes Kreuz II. und I. Klasse
- 1977: Bundesverdienstkreuz am Bande
- 1994: Ehrenmitgliedschaft der Deutschen Gesellschaft für Heereskunde
- 1998: Goldene Ehrennadel der Deutschen Gesellschaft für Heereskunde

## Schriften (Auswahl)
- Scharnhorst. Geist und Tat. Schild-Verlag, München 1958 (Maximilian-Verlag, Herford u. a. 1963).
- Grundriss der Militär- und Kriegsgeschichte. 3 Bände, Schild-Verlag, München 1972 ff.

- Band 1: Die stehenden Heere im Zeitalter des Absolutismus, 1640–1789. Mit einem Vorwort von Heinz Karst. 1972 (2. ergänzte und erweiterte Auflage, 1980, ISBN 3-88014-001-4).
- Band 2: Das Zeitalter der französischen Revolution und Napoleons. 1976.
- Band 3: Napoleon gegen Preussen. 1978, ISBN 3-88014-066-9.

- Geschichte der Grenadiere Friedrichs des Grossen. Schild-Verlag, München 1981 (enthalten in: Alfred Gay: Grenadiermützen der Armee Friedrichs des Grossen)
- Heerwesen der Neuzeit. 5 Abteilungen, Band 2, Bernard & Graefe, Koblenz 1985 ff. (Hrsg. von Georg Ortenburg; Lizenzausgabe: Bechtermünz, Augsburg 2002, ISBN 3-8289-0521-8):

- Abt. I: Kriegswesen und Kriegführung im Zeitalter der Landsknechte. 1985, ISBN 3-7637-5462-8.
- Abt. II: Kriegswesen und Kriegführung im Zeitalter der Kabinettskriege. 1986, ISBN 3-7637-5478-4.
- Abt. III: Kriegswesen und Kriegsführung im Zeitalter der Revolutionskriege. 1988, ISBN 3-7637-5808-9.
- Abt. IV: Kriegswesen und Kriegführung im Zeitalter der Einigungskriege. 1991, ISBN 3-7637-5810-0.
- Abt. V: Kriegswesen und Kriegsführung im Zeitalter der Millionenheere. 1993, ISBN 3-7637-5812-7.